# Superletalonosilka
Superletalonosilka je neuradni naziv za največje letalonosilke in se je včasih uporabljal za različne predstavnice, ki so vsaka ob svojem času postavile nove mejnike v izgradnji teh največjih ladij. Ta naziv je veljal ali za zelo zmogljive konvencionalne letalonosilke, ki so bile večje kot prejšnje ali pa za jedrske letalonosilke, ki so s svojim prihodom prav tako na novo postavljale mejnike. Uradno pa ta razred ni nikoli obstajal. 

## Razredi superletalonosilk
- Letalonosilke razreda Gerald R. Ford
- Letalonosilke razreda Nimitz
- Letalonosilka Sandong
- Letalonosilke Ljaoning
- Letalonosilka razreda Admiral Kuznjecov
- Letalonosilke razreda Queen Elizabeth
- Letalonosilke Vikrant
- Letalonosilke Vikramaditya
- Letalonosilka Charles de Gaulle